# とく6徳島
『とく6徳島』（とくろくとくしま）は、NHK徳島放送局で放送されている夕方の『NHKニュース』のローカルニュース番組。

## 概要
『ニュースとくしま610』の終了を受けて2010年4月5日に放送を開始。徳島県内の一日のニュース・話題を伝えている。
2023年5月22日より、NHKプラスの「ご当地プラス（四国エリア）」において見逃し配信を開始した。

## 放送時間
- 平日 18:10 - 18:59 （JST） - 祝日・年末年始には放送を休止し、松山から四国ブロックのニュース・気象情報を放送する。

## 出演者

### キャスター
- 藤原陸遊（徳島局アナウンサー、2022年4月4日 - ）
- 日笠まり絵（徳島局キャスター、隔週月曜～木曜、2022年4月4日 - ）
- 上野綾子（徳島局キャスター、隔週月曜～木曜、2025年4月7日 - ）
- 吉成静恵（徳島局キャスター、毎週金曜、2023年4月7日 - ）

### 気象予報士
- 藤野勝成（日本気象協会、2020年3月30日 - ）

## 過去の出演者

### キャスター
| 期間      | 期間      | 男性              | 女性                                | お天気キャスター | 気象予報士 |
| --------- | --------- | ----------------- | ----------------------------------- | ---------------- | ---------- |
| 2010.4.5  | 2011.4.1  | 大嶋貴志 杉嶋亮作 | （不在）                            | 内田沙希         | （不在）   |
| 2011.4.4  | 2013.3.29 | 大嶋貴志 杉嶋亮作 | 角宮英里 丸山恵理                   | 中島奈央         | （不在）   |
| 2013.4.1  | 2014.3.28 | 安田真一郎        | 角宮英里 丸山恵理 小坂知里          | 平岡ゆかり       | （不在）   |
| 2014.3.31 | 2015.3.27 | 安田真一郎        | 角宮英里 丸山恵理 小坂知里 伊藤友見 | （不在）         | 中谷雪乃   |
| 2015.3.30 | 2016.3.25 | 安田真一郎        | 伊藤友見 坂本有花                   | （不在）         | 中谷雪乃   |
| 2016.3.28 | 2016.4.1  | 安田真一郎        | 伊藤友見 坂本有花                   | （不在）         | 岡安里美   |
| 2016.4.4  | 2017.3.31 | 漆原輝            | 伊藤友見 坂本有花 宮崎文子          | （不在）         | 岡安里美   |
| 2017.4.3  | 2018.3.30 | 漆原輝            | 坂本有花 宮崎文子 福長英未          | （不在）         | 岡安里美   |
| 2018.4.2  | 2019.3.29 | 漆原輝            | 福長英未 廣由梨                     | （不在）         | 佐竹綾     |
| 2019.4.1  | 2020.3.27 | 安藤佳祐          | 廣由梨 越田穂香                     | （不在）         | 佐竹綾     |
| 2020.3.30 | 2021.3.26 | 安藤佳祐          | 越田穂香 太田晶子                   | （不在）         | 藤野勝成   |
| 2021.3.29 | 2022.4.1  | 安藤佳祐          | 越田穂香 及川凜華 宮﨑あずさ        | （不在）         | 藤野勝成   |
| 2022.4.4  | 2023.3.31 | 藤原陸遊          | 及川凜華 日笠まり絵                 | （不在）         | 藤野勝成   |
| 2023.4.3  | 2025.3.28 | 藤原陸遊          | 日笠まり絵 岡田理紗 吉成静恵        | （不在）         | 藤野勝成   |
| 2025.3.31 | 現在      | 藤原陸遊          | 日笠まり絵 上野綾子 吉成静恵        | （不在）         | 藤野勝成   |

### リポーター
- 岸本南奈（当時徳島局キャスター）
- 赤木野々花（当時徳島局アナウンサー） - 中継
- 庭木櫻子（当時徳島局アナウンサー） - 中継
- 高山大吾（当時徳島局アナウンサー） - 野菜のだいご味
- 宮﨑あずさ（当時徳島局アナウンサー） - 中継
- 近藤美里（当時徳島局キャスター） - 今コレ食べドキ

## コーナー
| 期間      | 期間 | コーナー                       | コーナー                     | コーナー                                                     | コーナー                          | コーナー                                      |
| 期間      | 期間 | 月                             | 火                           | 水                                                           | 木                                | 金                                            |
| --------- | ---- | ------------------------------ | ---------------------------- | ------------------------------------------------------------ | --------------------------------- | --------------------------------------------- |
| 2021.3.29 | 現在 | とく6スポーツ 週末 何あったん? | 経済リポート 今コレ食ベドキ! | とくしまの現場 前園真聖 しこく絶景たび かめっ太のスクープBOX | とく6ほっとライブ とく6ほっとInfo | とく6トーク 藤野さんのお天気教室 お出かけ情報 |

## 過去のコーナー
- とく6ライフ
- カメラマンリポート
- とくしまこんな一週間
- ぶら★キャン（2016年4月 - ） - ノンブラリ「FANFARE」をコーナーのテーマソングに採用 [12]
- その他